# Elm Grove (Virginia Occidental)
Elm Grove es un área no incorporada ubicada en el condado de Ohio en el estado estadounidense de Virginia Occidental.

## Geografía
Elm Grove se encuentra ubicada en las coordenadas 40°2′44″N 80°39′5″O / 40.04556, -80.65139.